# Cher (album 1987)
Cher − osiemnasty solowy album amerykańskiej piosenkarki Cher. Pięć lat po wydaniu poprzedniego albumu oraz decyzji artystki o skoncentrowaniu się na karierze filmowej, Cher podpisała kontrakt z wytwórnią Geffen i powróciła do studia nagraniowego by nagrać materiał na nowy album. Krążek ukazał się 10 listopada 1987 roku, a jego produkcją zajęli się Michael Bolton, Jon Bon Jovi, Richie Sambora oraz Desmond Child.
Po serii popowych i dyskotekowych albumów Cher przeszła na bardziej popularne w tym czasie rockowe brzmienia, które pomogły jej wrócić na listy przebojów. Album zawiera nową wersję jej hitu z 1966 roku „Bang-Bang” oraz cover utworu Laury Branigan pt. „I Found Someone”, który był pierwszym singlem i osiągnął spory sukces na światowych listach przebojów.
Jest to także drugi album piosenkarki o nazwie „Cher”, ponieważ Gypsys, Tramps & Thieves został początkowo wydany pod nazwą Cher, a ten tytuł został zmieniony po sukcesie singla o tej samej nazwie. W 1966 roku artystka wydała album o podobnej nazwie – Chér.

## Lista utworów
| Nr  | Tytuł utworu                                         | Autorzy                                      | Produkcja                | Długość |
| --- | ---------------------------------------------------- | -------------------------------------------- | ------------------------ | ------- |
| 1.  | „I Found Someone”                                    | Michael Bolton, Mark Mangold                 | Bolton                   | 3:42    |
| 2.  | „We All Sleep Alone”                                 | Desmond Child, Jon Bon Jovi, Richie Sambora  | Bon Jovi, Sambora, Child | 3:53    |
| 3.  | „Bang-Bang” (wersja z 1987)                          | Sonny Bono                                   | Bon Jovi, Sambora, Child | 3:51    |
| 4.  | „Main Man”                                           | Desmond Child                                | Child                    | 3:48    |
| 5.  | „Give Our Love a Fightin' Chance”                    | Desmond Child, Diane Warren                  | Child                    | 4:06    |
| 6.  | „Perfection” (featuring Bonnie Tyler i Darlene Love) | Desmond Child, Diane Warren                  | Child                    | 4:28    |
| 7.  | „Dangerous Times”                                    | Roger Bruno, Susan Pomerantz, Ellen Schwartz | Peter Asher              | 3:01    |
| 8.  | „Skin Deep”                                          | Jon Lind, Mark Goldenberg                    | Lind                     | 4:16    |
| 9.  | „Working Girl”                                       | Desmond Child, Michael Bolton                | Child                    | 3:57    |
| 10. | „Hard Enough Getting Over You”                       | Michael Bolton, Doug James                   | Bolton                   | 3:48    |
|     |                                                      |                                              |                          | 38:50   |

## Notowania i certyfikaty
| Lista przebojów (1987-88)          | Najwyższa pozycja |
| ---------------------------------- | ----------------- |
| Australia (ARIA Charts)            | 32                |
| Kanada (Billboard Canadian Albums) | 39                |
| Stany Zjednoczone (Billboard 200)  | 32                |
| Szwecja (Sverigetopplistan)        | 44                |
| Wielka Brytania (OCC)              | 26                |

| Kraj                     | Certyfikat      | Sprzedaż   |
| ------------------------ | --------------- | ---------- |
| Australia (ARIA)         | Złota płyta     | 35 000+    |
| Stany Zjednoczone (RIAA) | Platynowa płyta | 1 000 000+ |
| Wielka Brytania (BPI)    | Złota płyta     | 100 000+   |